# Kolonel Lotfi Stadion
Het Kolonel Lotfi Stadion (Arabisch: ملعب العقيد لطفي) is een multifunctioneel stadion in Tlemcen, een stad in Algerije. Het stadion wordt vooral gebruikt voor voetbalwedstrijden, de voetbalclub WA Tlemcen maakt gebruik van dit stadion. Ook het nationale elftal heeft enkele malen hier een wedstrijd gespeeld. In het stadion is plaats voor 18.000 toeschouwers.